# Lafuentea rotundifolia
Lafuentea rotundifolia är en grobladsväxtart som beskrevs av Mariano Lagasca y Segura. Lafuentea rotundifolia ingår i släktet Lafuentea och familjen grobladsväxter. Inga underarter finns listade i Catalogue of Life.

## Bildgalleri

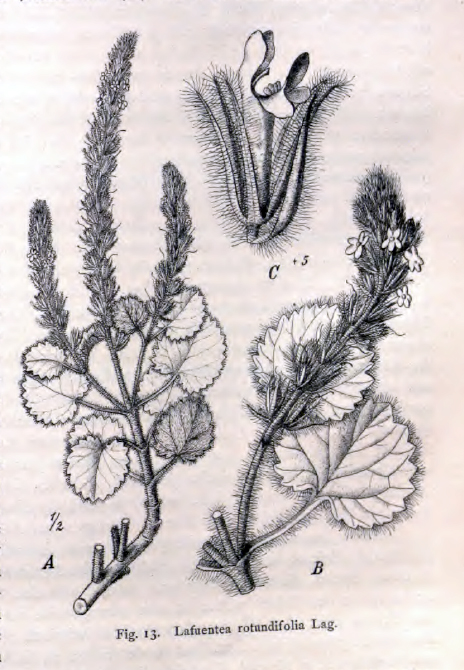